# Gonomyia yama
Gonomyia yama är en tvåvingeart som beskrevs av Alexander 1962. Gonomyia yama ingår i släktet Gonomyia och familjen småharkrankar. Inga underarter finns listade i Catalogue of Life.